# جيري مارتن (ملحن)
جيري مارتن (بالإنجليزية: Jerry Martin)‏ هو عازف جاز وملحن أمريكي، ولد في 1965.

## وصلات خارجية
- الموقع الرسمي
- جيري مارتن على موقع IMDb (الإنجليزية)
- جيري مارتن على موقع ميوزك برينز (الإنجليزية)
- جيري مارتن على موقع ديسكوغز (الإنجليزية)